# Oxygène 7–13
«Oxygène 7-13» — девятый студийный альбом Жана-Мишеля Жарра, вышедший в 1997 году.

## Об альбоме
Oxygène 7-13 позиционировался как продолжение дебютного альбома Жарра, Oxygène: в первый альбом входили 6 треков, поэтому в новом отсчет композиций вёлся с 7-й по 13-ю. Для записи использовались те же синтезаторы, что и в 1976 году.
Критики отзывались об альбоме холодно. Его считают не самой удачной работой Жарра. Многим не понравился уклон в транс и прочее влияние современной электроники.
Альбом посвящён памяти учителя Жарра, авангардного композитора Пьера Шаффера. The Orb сделали ремикс на трек Oxygène 8, но он получился настолько непохожим на оригинал, содержал свою самостоятельную мелодию, что Жан-Мишель не стал выпускать его на своём сингле. Тогда его выпустили под названием Toxygene сами The Orb.

## Список композиций
1. Oxygène 7 — 11:41
2. Oxygène 8 — 3:54
3. Oxygène 9 — 6:13
4. Oxygène 10 — 4:16
5. Oxygène 11 — 4:58
6. Oxygène 12 — 5:40
7. Oxygène 13 — 4:27

## Использованные инструменты
- ARP 2600
- EMS VCS 3
- EMS Synthi AKS
- Eminent 310 Unique
- Меллотрон M400
- Терменвокс
- Yamaha CS-80
- Quasimidi Raven
- Digisequencer
- Akai MPC-3000
- Clavia Nord Lead
- Roland JV-90
- Kurzweil K2000
- RMI Harmonic synthesizer
- Korg Prophecy
- Roland TR-808
- Roland DJ-70